# Amata jacksoni
Amata jacksoni là một loài bướm đêm thuộc phân họ Arctiinae, họ Erebidae.